# Leszek Guzicki
Leszek Stefan Guzicki (ur. 19 stycznia 1917 w Krzywym Rogu, zm. 23 lutego 1984 w Warszawie) – polski ekonomista i działacz polityczny, wykładowca Politechniki Warszawskiej, poseł do Krajowej Rady Narodowej i Sejmu Ustawodawczego (1945–1952). 

## Życiorys
Uczęszczał do I Gimnazjum Miejskiego im. gen. Józefa Sowińskiego w Warszawie. Po ukończeniu szkoły średniej w rodzinnej Warszawie uczył się ekonomii w Wolnej Wszechnicy Polskiej. W 1937 znalazł się wśród członków założycieli Klubu Demokratycznego w stolicy, a dwa lata później Stronnictwa Demokratycznego. Działał w Sekcji Młodych Klubu Demokratycznego (1937–1939). Podczas II wojny światowej kontynuował nielegalnie naukę w Szkole Głównej Handlowej. Stał na czele związanego ze Stronnictwem Polskiej Demokracji Ruchu Młodzieży Demokratycznej. Redagował dwie gazety związane z tym ruchem: „Mosty” oraz „Młodą Demokrację”. Był jednocześnie żołnierzem Gwardii Ludowej, następnie zaś oficerem Armii Ludowej. Podczas powstania warszawskiego walczył w Zgrupowaniu pułku Baszta na Mokotowie. W 1944 został członkiem Koła Młodych przy Krajowej Radzie Narodowej. Był jednym z sygnatariuszy deklaracji Centralnego Komitetu Młodzieży uznającej Polski Komitet Wyzwolenia Narodowego (1944). Został posłem do KRN. W 1945 wybrano go na wiceprezesa okręgu warszawskiego Stronnictwa Demokratycznego, w którym reprezentował frakcję opowiadającą się za marginalizacją Stronnictwa oraz podporządkowaniem go PPR i PZPR. W wyborach w 1947 uzyskał mandat posła do Sejmu Ustawodawczego w okręgu Przasnysz. Zasiadał w Komisjach Morskiej i Handlu Zagranicznego oraz Skarbowo-Budżetowej. Po odejściu z aktywnej polityki poświęcił się pracy naukowo-dydaktycznej. Został wykładowcą Politechniki Warszawskiej. Kierował Zakładem Polityki Gospodarczej i Stosunków Międzynarodowych w Instytucie Nauk Ekonomiczno-Społecznych PW. Zmienił przynależność partyjną, wstępując do Polskiej Zjednoczonej Partii Robotniczej. 
Zmarł w 1984 po krótkiej chorobie, został pochowany na cmentarzu Powązkowskim (kwatera 149-2-24).

## Odznaczenia
Odznaczony m.in. Krzyżem Grunwaldu, Walecznych i Partyzanckim (za działalność wojenną), a także Krzyżem Oficerskim Orderu Odrodzenia Polski (1946), Medalem 10-lecia Polski Ludowej (1955), Złotym Odznaczeniem im. Janka Krasickiego i Pamiątkowym Medalem z okazji 40. rocznicy powstania Krajowej Rady Narodowej (1983).

## Publikacje naukowe
- Rozwój idei socjalistycznych w myśli ekonomicznej (współautor, red. Seweryn Żurawicki), Warszawa 1964
- Ekonomia polityczna. T. 1. Kapitalizm (współautor), Warszawa 1966
- Ekonomia polityczna kapitalizmu: dla studiów technicznych i rolniczych. Praca zbiorowa pod red. Stanisława Szeflera [aut. Leszek Guzicki et al.], Warszawa 1970
- Historia polskiej myśli społeczno-ekonomicznej 1914–1945 (wraz z Sewerynem Żurawickim), Warszawa 1974
- Polscy ekonomiści XIX i XX wieku (wraz z Sewerynem Żurawickim), Warszawa 1984